# The Green Door (film 1917)
The Green Door è un cortometraggio muto del 1917 diretto da Thomas R. Mills.

## Trama
Un impiegato di New York sogna di avere un'avventura e, alla fine, troverà il suo amore.

## Produzione
Il film fu prodotto dalla Vitagraph Company of America (come Broadway Star Features).

## Distribuzione
Distribuito dalla General Film Company, il film - un cortometraggio in due bobine - uscì nelle sale cinematografiche statunitensi il 6 maggio 1917.